# Емілі Баке
Емілі Баке (фр. Émilie Bacquet; нар. 20 квітня 1984) — колишня французька тенісистка.
Найвищу одиночну позицію світового рейтингу — 413 місце досягла 10 липня 2006, парну — 254 місце — 19 липня 2010 року.
Здобула 12 парних титулів туру ITF.

## Фінали ITF
| турніри $25,000 |
| турніри $10,000 |

### Одиночний розряд (0–4)
| Результат | Ранг | Дата              | Місце                                   | Покриття  | Суперниця        | Рахунок     |
| --------- | ---- | ----------------- | --------------------------------------- | --------- | ---------------- | ----------- |
| Поразка   | 1.   | 10 квітня 2005    | Макарська, Хорватія                     | Ґрунт     | Саня Анчич       | 4–6, 3–6    |
| Поразка   | 2.   | 13 листопада 2005 | Гавр, Франція                           | Ґрунт (i) | Леслі Буткевіч   | 5–7, 3–6    |
| Поразка   | 3.   | 28 листопада 2006 | Каїр, Єгипет                            | Ґрунт     | Галина Фокіна    | 2–6, 6–7(8) |
| Поразка   | 4.   | 13 липня 2008     | Брюссельський столичний регіон, Бельгія | Ґрунт     | Даніелле Гармсен | 1–6, 2–6    |

### Парний розряд (12–12)
| Результат | Ранг | Дата              | Місце                     | Покриття   | Партнерка            | Суперниці                                  | Рахунок             |
| --------- | ---- | ----------------- | ------------------------- | ---------- | -------------------- | ------------------------------------------ | ------------------- |
| Поразка   | 1.   | 16 січня 2005     | Гренобль, Франція         | Тверде (i) | Анаїс Лорендон       | Мервана Югич-Салкич Дарія Юрак             | 2–6, 2–6            |
| Поразка   | 2.   | 8 лютого 2005     | Албуфейра, Португалія     | Тверде     | Анаїс Лорендон       | Ленка Брошова Яна Юріцова                  | 4–6, 6–2, 2–6       |
| Поразка   | 3.   | 3 липня 2005      | Мон-де-Марсан, Франція    | Ґрунт      | Віолетта Юк          | Наталія Гуссоні Фредеріка Пієдаде          | 1–6, 6–7(5)         |
| Поразка   | 4.   | 13 листопада 2005 | Гавр, Франція             | Ґрунт (i)  | Луїз Дутрелан        | Янетте Бейлкова Рената Ворачова            | 3–6, 3–6            |
| Перемога  | 5.   | 7 лютого 2006     | Валі-ду-Лобу, Португалія  | Тверде     | Хаєнне Евейк         | Ліана Унгур Іпек Шенолу                    | 6–3, 6–3            |
| Перемога  | 6.   | 13 лютого 2006    | Албуфейра, Португалія     | Тверде     | Хаєнне Евейк         | Полона Ребершак Сорана Кирстя              | 6–4, 6–4            |
| Перемога  | 7.   | 7 травня 2006     | Рабат, Марокко            | Ґрунт      | Бахія Мухтассен      | Ралука Олару Марія Фернанда Альварес Теран | w/o                 |
| Перемога  | 8.   | 30 травня 2006    | Тортоса, Іспанія          | Ґрунт      | Бахія Мухтассен      | Лаура Торп Ірене Ребергер Бескос           | 1–6, 6–4, 7–6(5)    |
| Перемога  | 9.   | 15 серпня 2006    | Коксейде, Бельгія         | Ґрунт      | Валері Вергамме      | Деббріх Фейс Джессі де Вріс                | 7–6(3), 7–6(3)      |
| Поразка   | 10.  | 27 серпня 2006    | Вестенде, Бельгія         | Тверде     | Леслі Буткевіч       | Селін Каттанео Клер де Губернатіс          | 6–7(4), 3–6         |
| Поразка   | 11.  | 12 листопада 2006 | Гавр, Франція             | Ґрунт (i)  | Валері Вергамме      | Клер Лабланс Марселла Кук                  | 1–6, 4–6            |
| Перемога  | 12.  | 28 листопада 2006 | Каїр, Єгипет              | Ґрунт      | Ольга Брозда         | Василіса Давидова Варвара Галаніна         | 6–1, 6–3            |
| Поразка   | 13.  | 20 квітня 2007    | Хвар, Хорватія            | Ґрунт      | Каролина Йованович   | Міхаела Бузернеску Магдалена Кіщиньська    | 4–6, 2–6            |
| Перемога  | 14.  | 24 червня 2007    | Монпельє, Франція         | Ґрунт      | Надеж Вергос         | Tatsiana Kapshay Полуніна Катерина         | 5–7, 6–4, 6–3       |
| Перемога  | 15.  | 12 серпня 2007    | Ребек, Бельгія            | Ґрунт      | Саманта Шеффель      | Клер Лабланс Марселла Кук                  | 7–6(6), 6–7(3), 6–4 |
| Перемога  | 16.  | 19 серпня 2007    | Коксейде, Бельгія         | Ґрунт      | Саманта Шеффель      | Сильвія Заґурська Ольга Брозда             | 6–1, 6–1            |
| Перемога  | 17.  | 10 вересня 2007   | Казале-Монферрато, Італія | Ґрунт      | Саманта Шеффель      | Стефанія К'єппа Джулія Гатто-Монтіконе     | 6–2, 6–2            |
| Поразка   | 18.  | 15 жовтня 2007    | Дубровник, Хорватія       | Ґрунт      | Саманта Шеффель      | Наташа Зорич Миляна Аданко                 | 3–6, 3–6            |
| Перемога  | 19.  | 24 лютого 2008    | Портіман, Португалія      | Тверде     | Хаєнне Евейк         | Олена Чалова Людмила Нікоян                | w/o                 |
| Поразка   | 20.  | 4 серпня 2008     | Ребек, Бельгія            | Ґрунт      | Марселла Кук         | Софі Оєн Александра Ґрела                  | 3–6, 2–6            |
| Поразка   | 21.  | 28 вересня 2008   | Софія, Болгарія           | Ґрунт      | Дессислава Младенова | Марія Малхасян Оксана Павлова              | 2–6, 1–6            |
| Поразка   | 22.  | 21 серпня 2009    | Вестенде, Бельгія         | Тверде     | Ясмін Вер            | Василіса Давидова Маргаліта Чахнашвілі     | 2–6, 5–7            |
| Поразка   | 23.  | 17 жовтня 2009    | Дубровник, Хорватія       | Ґрунт      | Наташа Зорич         | Міхаела Гончова Карін Морґосова            | 4–6, 6–3, [6–10]    |
| Перемога  | 24.  | 8 серпня 2010     | Ребек, Бельгія            | Ґрунт      | Міртій Жорж          | Кіка Гоґендорн Елке Лемменс                | 6–3, 4–6, [11–9]    |